# Olympische Jugend-Sommerspiele 2014/Teilnehmer (Trinidad und Tobago)
| Gelbes Symbol für Goldmedaillen mit stilisierten Olympischen Ringen | Graues Symbol für Silbermedaillen mit stilisierten Olympischen Ringen | Braundes Symbol für Bronzemedaillen mit stilisierten Olympischen Ringen |
| ------------------------------------------------------------------- | --------------------------------------------------------------------- | ----------------------------------------------------------------------- |
| —                                                                   | 1                                                                     | 1                                                                       |

Die Jugend-Olympiamannschaft aus Trinidad und Tobago für die II. Olympischen Jugend-Sommerspiele vom 16. bis 28. August 2014 in Nanjing (Volksrepublik China) bestand aus elf Athleten.

## Athleten nach Sportarten

### Beachvolleyball
Mädchen
- Malika Davidson
- Chelsi Ward
25. Platz

### Leichtathletik
| Mädchen - Jeminise Parris 100 m Hürden: 5. Platz - Chelsea James Kugelstoßen: DNS (Finale) | Jungen - Akanni Hislop 200 m: 4. Platz - Kashief King 400 m: 11. Platz - Andwuelle Wright Weitsprung: 8. Platz |

### Schwimmen
| Mädchen - Johnnya Ferdinand 50 m Freistil: 30. Platz (Vorlauf) | Jungen - Dylan Carter 50 m Freistil: Bronze 100 m Freistil: DNS 50 m Schmetterling: Silber - David McLeod 50 m Rücken: 17. Platz (Vorlauf) 100 m Rücken: 27. Platz (Vorlauf) |

### Segeln
Mädchen
- Abigail Affoo
Byte CII: 28. Platz